# 清洲同盟
清洲同盟（きよすどうめい）は、戦国時代に尾張の戦国大名・織田信長と三河の戦国大名・松平家康（後の徳川家康）との間で結ばれた軍事同盟。それぞれの一文字から織徳同盟（しょくとくどうめい）ともよばれる。清須同盟と表記されることもある。

## 同盟

### 結ばれるまでの経緯
永禄3年（1560年）、桶狭間の戦いで今川義元が織田信長によって討たれると、それまで今川氏に従属していた徳川家康（当時は松平元康）は、岡崎城下の大樹寺で切腹を図ろうとしたと伝わる。その際、寺の住職より泰平の世を築くべく生きよと諭された家康は切腹を思いとどまり、今川家から自立を図ったとされる。また、この岡崎城は家康の父祖伝来の居城であり、その後今川軍に抑えられていたが、桶狭間の敗戦を聞いた今川軍は城を放棄して駿河方面に撤退していた。三河の支配権を取り戻すべく空き城となった岡崎城を取り戻した家康はその後、今川氏と同族の吉良氏などの三河における親今川勢力を攻撃しはじめる（善明堤の戦い及び藤波畷の戦い）。これに怒った今川義元の子今川氏真は、永禄4年（1561年）に家臣の吉田城代小原（大原）肥前守鎮実に命じ、松平（徳川）側の人質を城下の龍拈寺口で殺した。一説には串刺しと言う。東の駿河国の今川家と敵対関係となった家康は、西の隣国である尾張国織田家との接近を考え、当時は家康の片腕であった石川数正を交渉役として、織田信長との同盟を模索する。
一方の信長も、美濃の斎藤氏と交戦している経緯から家康との同盟を考えており、織田氏と先に同盟（織水同盟）を結んでいた家康の母方の伯父に当たる水野信元が家康を説いた。
しかし、両家は織田信秀（信長の父）と松平清康(家康の祖父)・広忠（家康の父）父子が宿敵関係で戦っていた経緯から、両家の家臣団の間での遺恨も強く、同盟はなかなかまとまらなかった。桶狭間の戦いから1年後の永禄4年（1561年）には石ヶ瀬において両者の間で小競り合いが起きている。
なお、近年出された説として、家康の岡崎城帰還は信長による三河侵攻を警戒する今川氏真の許しを得たものでこの時点では家康も今川氏から離反する意思は無かったが、氏真が織田軍と戦って三河を防衛するよりも上杉謙信に攻められた同盟国の武田氏・後北条氏の救援（→小田原城の戦い (1560年)）を優先したために、今川氏の援軍を得られずに苦境に立たされた家康が今川氏から離反して織田氏と結ぶことで領国の維持を図ったとする説も出されている。
正式に同盟が締結されたのは桶狭間の戦いから2年後である。このとき、家康が信長の居城である清洲城を訪問して、信長と家康との間で会見が持たれた上で同盟が締結されたことから、これは清洲同盟と呼ばれているのである。

### 締結の経緯に関する新説
その一方で、近年江戸時代以来言われてきた清州同盟締結の経緯に疑問を呈する研究者の説が出されている。
永禄4年に織田・松平両家の間で何らかの合意が成立したのは事実であるが、信長の斎藤氏（美濃一色氏）との戦いや家康の今川氏との戦いの際に援軍などの軍事的支援を行った形跡がどちらの側にも見られず、軍事協力を目的とする同盟の存在は認められないとする指摘されている。これらの説によれば、永禄4年の合意は和睦協定やそれに伴う境目の確定の域を出ないと考えられている。
代わって、織田・松平（徳川）同盟の成立時期として指摘されるのは、永禄10年（1567年）5月に成立した家康の嫡男信康と信長の娘五徳の婚姻の成立である（『家忠日記増補』）。当時、中央では将軍足利義輝が殺害された永禄の変後の政治的混乱が続いており、越前国に逃れていた義輝の弟義昭が次期将軍として名乗りを上げて諸大名に支援を要請していた（「天下再興」）。信長も家康も「天下再興」に応じる姿勢を見せていたが、単独で上洛して義昭を将軍に就けることは困難であった。そこで信長と家康は従来の和睦協定を軍事同盟に格上げして義昭の上洛のために協力しあうこととなり、その合意の一環として信康と五徳の婚姻が実施されたとしている。
なお、基本的な考え方は同じではあるが、信康と五徳の婚約が成立したとされる永禄6年（1563年）3月の時点で同盟が成立したとみる説もある（ただし、出典となる『徳川幕府家譜』・『徳世系譜』・『御九族記』が全て江戸時代後期の編纂史料で、同時代史料から正確な婚約時期を確定できていないという但し書きが付けられている）。
古文書から確認できる織田・松平（徳川）の軍事協力（幕府を介在させた軍事協力を除く）は、永禄11年（1569年）の家康の遠江侵攻に信長が援軍を送った例、反対に元亀2年（1571年）の信長の長島一向一揆討伐に家康が援軍を送った例が最古であり、こうした事実も信康・五徳の婚姻以前に織田・松平（徳川）間に軍事同盟が存在していなかったと傍証になるとしている。

### 対等同盟から従属同盟へ
永禄4年以降に甲斐国の武田氏はそれまで甲相駿三国同盟による同盟国であった駿河国今川氏との関係に隙間風が吹き始め、永禄11年末には武田・今川の関係は手切となり今川領国への侵攻が開始されるが（駿河侵攻）、武田氏は織田氏と婚姻同盟を結んでいるほか家康とも外交関係をもち、今川領国の割譲をもちかけている。永禄11年からの駿河侵攻は武田氏と相模の後北条氏の同盟解消も招き、武田と家康の同盟関係も齟齬をきたし、翌永禄12年に家康は武田氏との協定から離反した。なお、この際に武田信玄は信長を通じて家康の懐柔を図っているが家康は武田との同盟再考に転じず、この事から信長と家康の関係は同盟関係でありながら対等的なものであったと考えられている。
織田信長は永禄11年（1568年）9月に足利義昭を奉じて京都に上洛したときや朝倉氏追討戦、元亀元年の姉川の戦い・志賀の陣で家康は信長に援軍派遣し軍事的協力を行っているが、元亀2年末に武田氏は今川領国を確保すると相模後北条氏との同盟を回復し（甲相同盟）、遠江・三河方面への侵攻を行い家康との対決傾向に入っていった。
信長と武田氏は同盟関係にあったが武田氏と家康は永禄12年時点で手切となっており、信長は武田氏と友好的関係の維持に努めつつも家康に配慮して武田との関係には距離を置き、家康は武田氏に対抗するため越後上杉氏との連携や信長への武田との断交を持ちかけていた。
元亀3年10月に武田氏は遠江侵攻を行い三方ヶ原の戦いにおいて家康を撃破した。この頃には信長と将軍足利義昭との関係が悪化し、元亀4年に入ると信玄は将軍義昭の迎合した信長包囲網に呼応して織田領への侵攻を開始し（西上作戦）、武田氏と信長の関係は手切となる。
西上作戦が信玄の急死により中止されると信長は包囲網を打破し、家康は勢力を回復し三河・遠江において武田方への反攻を開始し、天正3年には織田・徳川連合軍と武田氏との間で行われた長篠の戦いにおいて武田氏に打撃を与える。
長篠における大勝を経ても家康は対武田に悪戦苦闘が続いたが、信長は室町幕府をはじめ、反信長勢力を次々と滅ぼして畿内・西国・北国へと統一政策を行う。このため、信長と家康の関係は共通の利害を消失し対等な盟友と関係は形式的なものとなり、実質的に家康は信長に従属する立場になり家康もその立場を甘んじて受け入れた。なお、やはり信長と盟を結んでいた水野信元も家康と同様に立場を弱くし、天正3年12月（1576年1月）には信長から武田勝頼との内通を疑われ討伐された。このとき信元は甥である家康を頼って岡崎に逃げたのだが、家康は信長の命で彼を殺害した。この出来事が3者の同盟における力関係を端的に示している。
天正6年（1578年）に上杉謙信が死去すると、信長の脅威は完全に無くなることとなり、この頃になると、信長の領土は畿内の大半から北陸・中国・四国・東国の一部を支配するという広大なものとなっていた。それに対して家康は、三河と遠江の二ヶ国だけしかなく、もはや家康の力など必要としなくても信長には天下を統べる実力を保持していた。
また、上杉謙信の死後には越後で御館の乱が発生し、養子の上杉景勝と上杉景虎が跡目を争った。武田勝頼は乱に介入し景勝と同盟を結び両者の和睦を調停するが、景勝が乱を制し景虎を滅ぼしたことにより景虎を支持していた北条氏との甲相同盟は破綻し、翌天正7年（1579年）9月には北条・徳川間で対武田の同盟が結ばれている。
この時期、家康は嫡男・松平信康とその生母である正室・築山殿を処刑している。
天正10年（1582年）、信長・家康の連合軍は武田領への本格的侵攻を行い、武田氏を滅ぼした。武田遺領の分割において、信濃は織田家臣の森長可と毛利秀頼、甲斐本国は河尻秀隆、上野国は滝川一益にそれぞれ与えられ、家康には駿河一国が与えられた。この時、家康が安土城にいる信長のもとに赴いて、信長から賜るという形で与えられており、もはや両者の関係が全く対等ではなくなっていた事がうかがえる。形式的には家康は同盟者であり織田家臣ではなかったものの、実質的には信長の臣下の立場になっていた。

### 同盟の終焉
天正10年6月、本能寺の変が起こり、信長が横死した。当時、畿内に滞在中だった家康も一時、危機に陥るが伊賀越えによって三河に無事帰還した。一方、本能寺の変の直後の旧武田領では武田遺臣達が蜂起したため、ここに配された信長の旧臣達は窮地に立たされ、森、毛利、滝川等は領土を放棄して帰還せざるをえず、河尻秀隆に至っては甲斐において殺害された（河尻が武田氏の遺臣の一揆により横死したのは家康が暗躍したためともいわれる）。この信長の死後の混乱に乗じて家康は甲斐・信濃に侵攻する。おなじ意図をもって旧武田領に侵攻した北条、上杉との騒乱を有利に終結させ（天正壬午の乱）、徳川家は三遠駿甲信の五ヶ国にまたがる大大名へと飛躍を遂げた。
信長死後、織田家筆頭家老であった柴田勝家を賤ヶ岳の戦いで破った羽柴秀吉が台頭すると、天正12年（1584年）の小牧・長久手の戦いにおいて信長の後継者を自称する織田信雄に対して家康は援軍を派遣する。
しかし関白にまでのぼりつめる秀吉の勢威には抗し切れず、家臣内の分裂や石川数正の秀吉側への出奔、秀吉直々の懐柔もあり、天正14年（1586年）10月27日大坂城で秀吉と謁見することで清洲同盟以来の臣従関係を秀吉に対しあらためることとなった。

## 同盟の意味
「信義」という言葉が紙切れに近かった戦国時代において、20年間も同盟関係が維持されたのは（後半10年間が完全な従属同盟であったことを考慮しても）異例のことである。またこの同盟は信長にとっては、家康を対今川・武田の「盾」として後顧の憂いなく美濃攻略・上洛に成功して西方に勢力拡大に乗り出す事が出来るようになった。一方家康は今川・武田・北条など自国よりも経済力、兵力に勝る勢力が相手だったこともあり、信長程の勢力拡大は果たせなかったものの、信長からの援助を取り付けられたこともあって、今川氏、武田氏といった強敵に滅ぼされることもなく、最終的には彼等から領地を奪っている。また苦境においても愚直にも西の信長への信義・忠誠を貫いた姿勢が内外における名声を高めて後年の天下取り（具体的には征夷大将軍の宣下）に役立ったと言われている。その後の日本の歴史を大きく左右することになった同盟といえるのである。

## 用語の出典
太田牛一の『信長公記』などの信頼できる記録には清洲同盟の記述が見られない。
『三河後風土記』によると、桶狭間の合戦後に、岡崎城に入城した家康の許に、織田家からの使者として、たびたび、水野信元、久松定俊の両人が訪問し、言葉を尽くして、和順を促したという、しかしながら、家康はなかなか応じず、討死した義元の仇も報じない愚将の氏真に従えば武田・北条にその所領を奪われるは必定。大身の信長が、小身の家康へ和順を申し出るは、過分の至りであるとして、家康は納得し、永禄四年九月、和睦整い、双方誓紙を取り替わしたるという。